# Leptocarpus kempi
Leptocarpus kempi is een garnalensoort uit de familie van de Palaemonidae. De wetenschappelijke naam van de soort is voor het eerst geldig gepubliceerd in 1992 door Jayachandran.